# Averbode Bos en Heide
Averbode Bos en Heide is een natuurgebied in de Belgische gemeenten Tessenderlo, Laakdal en Scherpenheuvel-Zichem op het punt waar de provincies Antwerpen, Limburg en Vlaams-Brabant elkaar raken. Het gebied is gelegen rond de abdij van Averbode en maakt deel uit van een meer dan 1000 ha groot natuurgebied. Van deze oppervlakte wordt 593 ha beheerd door Natuurpunt vzw, de andere percelen door verschillende andere organisaties. Het gebied sluit aan op Gerhagen en is Europees beschermd als onderdeel van Natura 2000-gebied 'Demervallei' (BE2400014).

## Geschiedenis
Het gebied van Averbode Bos & Heide is een landschap dat steeds sterk door de mens is beïnvloed. De geschiedenis van het gebied is bekend vanaf de 12de eeuw toen de norbertijner abdij werd gesticht. In 1134-1135 werd de abdij gesticht op een zanderige heuvelrug in de dunbevolkte streek tussen Diest, Aarschot en Westerlo. Doorheen de geschiedenis van de abdij verwierf ze steeds meer grond rond haar gebouwen en gebruikte deze als land- en bosbouw gebieden waardoor het gebied op systematische wijze ontgonnen werd. Dit hield de ontvening van vennen in waarna ze gebruikt werden als visvijvers met een regelbaar waterpeil.
Op een kaart van de streek uit 1650 is het merendeel van het landschap rond de abdij aangeduid als loofbos, verder van de abdij was vooral heide en vennen te vinden. Op kaarten uit 1777 is een duidelijke wijziging in het landgebruik op te merken. De vele vennen in het gebied waren drooggelegd en waren samen met de heide beplant met naaldhout of omgezet naar akkers.
Na de Franse Revolutie werden de norbertijnen in 1797 verdreven door de Franse bezetter en het landgoed werd verkocht.